# طومي بلدوين
طومي بلدوين (بالإنجليزية: Tommy Baldwin)‏ (10 يونيو 1945 بغيتسهيد في المملكة المتحدة - 22 يناير 2024) هو لاعب كرة قدم بريطاني في مركز الهجوم. شارك مع منتخب إنجلترا تحت 21 سنة لكرة القدم. أما مع النوادي، فقد لعب مع إبسفليت يونايتد وتشيلسي ومانشستر يونايتد ونادي أرسنال ونادي برينتفورد ونادي ميلوول وسياتل ساوندرز.

## وصلات خارجية
- طومي بلدوين على موقع قاعدة بيانات كرة القدم.إي يو (الإنجليزية)
- طومي بلدوين على موقع عالم كرة القدم.نت (الإنجليزية)